# Virtual XI
Virtual XI è l'undicesimo album in studio del gruppo musicale britannico Iron Maiden, pubblicato il 23 marzo 1998 dalla EMI.
Si tratta del secondo ed ultimo album inciso insieme al cantante Blaze Bayley nonché l'ultimo del gruppo nella formazione a cinque componenti.

## Descrizione
Virtual XI è un album sperimentale, paragonabile a Somewhere in Time di cui riprende i temi futuristici e a cui si ispira la copertina del singolo Futureal. È caratterizzato dalla massiccia presenza delle tastiere suonate, in questo caso, da Michael Kenney e dal bassista Steve Harris ma è formato da canzoni molto espressive più in linea con lo stile Maiden rispetto al precedente lavoro.
Il titolo e la copertina dell'album nascono dalla smisurata passione del gruppo (Harris in particolare) per il calcio, sport praticato continuamente dal gruppo durante le varie tournée.

## Accoglienza
| Recensione                       | Giudizio |
| -------------------------------- | -------- |
| AllMusic                         |          |
| Collector's Guide to Heavy Metal | 0/10     |
| Metallized                       | 53/100   |
| Sputnikmusic                     | 3.5/5    |

Virtual XI è stato accolto negativamente da parte della critica specializzata. Stephen Thomas Erlewine di AllMusic ha spiegato che anche se «non c'è niente di terribilmente sbagliato con il lavoro, in quanto offre tutti i riff cruciali e l'orrore demoniaco dei loro dischi migliori», l'album non ha «niente di memorabile riguardo ai riff o ai brani, e c'è poca energia viscerale per la musica o la produzione. Di conseguenza, suona privo di vita alla gran parte dei fan più devoti». Dello stesso parere anche il sito Metallized, il quale ha notato che il disco «tentò un mal riuscito ritorno al passato, con sonorità più vicine a ciò che aveva reso famosi gli Iron Maiden».
Mike Stagno di Sputnikmusic ha invece recensito in maniera più positiva l'album, scrivendo che «ha pochi punti alti come Futureal, The Clansman e Como estais amigos» ma risulta «molto ripetitivo, e ascoltarlo comporta un sacco di pazienza».

## Tracce
1. Futureal – 3:00 (Steve Harris, Blaze Bayley)
2. The Angel and the Gambler – 9:51 (Steve Harris)
3. Lightning Strikes Twice – 4:49 (Dave Murray, Steve Harris)
4. The Clansman – 9:06 (Steve Harris)
5. When Two Worlds Collide – 6:13 (Dave Murray, Blaze Bayley, Steve Harris)
6. The Educated Fool – 6:46 (Steve Harris)
7. Don't Look to the Eyes of a Stranger – 8:11 (Steve Harris)
8. Como estais amigos – 5:26 (Janick Gers, Blaze Bayley)

CD bonus nell'edizione giapponese
1. Blood on the Word's Hands (Live) – 6:05 (Steve Harris)
2. The Aftermath (Live) – 6:45 (Steve Harris, Blaze Bayley, Janick Gers)

## Formazione
Gruppo
- Blaze Bayley – voce
- Dave Murray – chitarra
- Janick Gers – chitarra
- Steve Harris – basso, tastiera (tracce 2, 4 e 7)
- Nicko McBrain – batteria

Altri musicisti
- Michael Kenney – tastiera (eccetto tracce 2, 4 e 7)

Produzione
- Steve Harris – produzione, missaggio
- Nigel Green – produzione, missaggio, ingegneria del suono
- Simon Heyworth – mastering

## Classifiche
| Classifica (1998-2021) | Posizione massima |
| ---------------------- | ----------------- |
| Austria                | 24                |
| Belgio (Fiandre)       | 23                |
| Belgio (Vallonia)      | 44                |
| Canada                 | 60                |
| Croazia                | 12                |
| Finlandia              | 6                 |
| Francia                | 12                |
| Germania               | 16                |
| Italia                 | 7                 |
| Norvegia               | 28                |
| Paesi Bassi            | 26                |
| Regno Unito            | 16                |
| Spagna                 | 10                |
| Stati Uniti            | 124               |
| Svezia                 | 16                |
| Svizzera               | 39                |